# Домброва (гміна Брудзев)
Домброва (пол. Dąbrowa) — село в Польщі, у гміні Брудзев Турецького повіту Великопольського воєводства.
Населення — 173 особи (2011).
У 1975-1998 роках село належало до Конінського воєводства.

## Демографія
Демографічна структура станом на 31 березня 2011 року:
|          | Загалом | Допрацездатний вік | Працездатний вік | Постпрацездатний вік |
| -------- | ------- | ------------------ | ---------------- | -------------------- |
| Чоловіки | 88      | 17                 | 60               | 11                   |
| Жінки    | 85      | 22                 | 38               | 25                   |
| Разом    | 173     | 39                 | 98               | 36                   |